# Pavel Mezlík
Pavel Mezlík (* 25. června 1983 Třebíč) je bývalý český fotbalový záložník a funkcionář působící od sezony 2016/17 v FC Velké Meziříčí.

## Kariéra
V nejvyšší soutěži debutoval jako patnáctiletý (15 let, 10 měsíců, 29 dní) proti Karviné (4:2), v rámci 29. kola ročníku 1998/99 (22. května 1999). Překonal letitý rekord Františka Rašpličky ze sezony 1935/36 a stal se jak nejmladším prvoligovým hráčem v historii, tak prvním patnáctiletým, který v ní nastoupil. Mezlíka překonal o 12 let později příbramský Dominik Mašek, který byl o 10 dní mladší (28. května 2011).
Dne 22. května 2013 (14 let od premiéry) se jedním gólem podílel na výhře 3:2 v zápase proti hostující Spartě Praha, kterou po svém skvělém výkonu porazil skoro sám.
V sezoně 2012/13 byli společně s Petrem Švancarou posledními aktivními účastníky prvoligových zápasů na stadionu Za Lužánkami v kádru Zbrojovky. V roce 2014 však téměř nehrál, protože si v létě roku 2013 zranil kotník a léčení probíhalo dlouho. Ukončil tak profesionální kariéru a do roku 2015 s fotbalem skončil, v tomto roce se však vrátil k fotbalu a nastoupil do FK Blansko a v roce 2016 přestoupil do FC Velké Meziříčí.

## Po skončení kariéry
V roce 2023 se stal místopředsedou fotbalového klubu FC Velké Meziříčí. Čtyřicáté narozeniny oslavil exhibičním utkáním Velmez týmu s týmem Zbrojovky Brno.

## Osobní život
Jeho bratrem je fotbalista Radek Mezlík.

## Klubové statistiky
Aktuální k 1. červenci 2016
| Sezona | Klub                       | Země  | Soutěž  | Zápasy | Góly |
| ------ | -------------------------- | ----- | ------- | ------ | ---- |
| 98/99  | FC Boby Brno               | Česko | 1. liga | 1      | 0    |
|        | FC Boby Brno B             | Česko | 3. liga | ?      | 1    |
| 99/00  | FC Stavo Artikel Brno B    | Česko | 3. liga | ?      | 0    |
| 00/01  | FC Stavo Artikel Brno B    | Česko | 3. liga | ?      | 1    |
| 01/02  | FC Stavo Artikel Brno B    | Česko | 3. liga | ?      | 4    |
| 02/03  | 1. FC Brno B               | Česko | 3. liga | ?      | 2    |
| 02/03  | 1. FC Brno                 | Česko | 1. liga | 7      | 0    |
| 03/04  | 1. FC Brno                 | Česko | 1. liga | 9      | 3    |
|        | 1. FC Brno B               | Česko | 2. liga | 10     | 4    |
| 04/05  | 1. FC Brno                 | Česko | 1. liga | 28     | 1    |
|        | 1. FC Brno B               | Česko | 2. liga | 11     | 2    |
| 05/06  | 1. FC Brno                 | Česko | 1. liga | 28     | 3    |
|        | 1. FC Brno B               | Česko | 2. liga | 7      | 1    |
| 06/07  | 1. FC Brno                 | Česko | 1. liga | 5      | 0    |
|        | 1. FC Brno B               | Česko | 3. liga | 2      | 0    |
|        | FC Hradec Králové          | Česko | 2. liga | 11     | 2    |
| 07/08  | FC Vysočina Jihlava        | Česko | 2. liga | 14     | 0    |
|        | SK Dynamo České Budějovice | Česko | 1. liga | 12     | 0    |
| 08/09  | SK Dynamo České Budějovice | Česko | 1. liga | 25     | 2    |
| 09/10  | SK Dynamo České Budějovice | Česko | 1. liga | 18     | 1    |
| 10/11  | SK Dynamo České Budějovice | Česko | 1. liga | 26     | 2    |
| 11/12  | FC Zbrojovka Brno          | Česko | 2. liga | 10     | 2    |
| 12/13  | FC Zbrojovka Brno          | Česko | 1. liga | 26     | 3    |
| 13/14  | FC Zbrojovka Brno          | Česko | 1. liga | 1      | 0    |
| 14/15  | FC Zbrojovka Brno          | Česko | 1. liga | 4      | 0    |
|        | celkem                     |       |         | 255    | 26   |

## Soukromý život
Je také členem týmu Real TOP Praha, v jehož dresu se zúčastňuje charitativních zápasů a akcí.[zdroj?]